# Пожареваць
Пожареваць (серб. Пожаревац, Požarevac) — місто у Сербії, центр Браничевського округу, центр громади Пожареваць. Населення (на 2011 рік) становить 44 183 особи. Місто є значним адміністративним, економічним та культурним центром Сербії.

## Історія
За Римської імперії на місці Пожаровця існувало місто Маргус, засноване у перші століття н. е.
У 435 році місто стало місцем договору між Візантією і лідерами гунів Аттілою і Бледою. Після падіння Гунської імперії область та місто знову контролюються Східною Римською імперією. У VI столітті Маргус був на короткий час під контролем Королівства гепідів. З VI століття область була заселена слов'янами, але Східна Римська імперія мала номінальний контроль над регіоном до VIII століття, коли балканські слов'яни досягли фактичної незалежності від Східної Римської імперії. Цей район був згодом включений до Болгарської імперії і був послідовно під владою Болгарського царства, Візантійської імперії та Угорського королівства.
У XIII столітті цей район був під владою незалежних місцевих слов'янських — болгарських правителів, Дрмана і Куделина. Згодом він був включений до складу королівства Сирмія, під владу сербського короля Стефана Драгутина і у Царстві Сербія під правлінням Стефана Душана.
Вперше нинішнє місто під сучасним іменем згадане у документах 1476 року.
21 липня 1718 року у місті було укладено Пожаревацький мир між Австрією та Венецією з одного боку й Османською імперією з другого боку. Угода завершила Австрійсько-турецьку й Турецько-венеційську війни. Місто відійшло під контроль Габсбургів як складова Сербського королівства.
1739 року турки відновили контроль над містом. Лише після першого (1804—1813) та другого сербських повстань (1815—1817) місто відійшло до Сербського королівства. 1878 року відійшов до Князівства Сербія.
Після закінчення Першої світової війни в 1918 році місто було частиною Королівства сербів, хорватів і словенців (перейменованого на Королівство Югославія у 1929 році), в той час як під час окупації Югославії, з 1941 по 1944, він був частиною окупованої німцями маріонеткової держави Сербія.
З 1944 року Пожареваць став частиною нової соціалістичної Сербії у складі соціалістичної Югославії. Із 1992 року місто стало частиною Союзної Республіки Югославії (перейменованої у Сербію та Чорногорію у 2003 році). З 2006 року він є частиною незалежного Республіки Сербія.

## Пам'ятки
- Будівля мерії (межа XIX—XX століть);
- Історичний музей;
- Міський парк з пам'ятником Милошеві Обреновичу.

## Відомі уродженці
- Первослав Вуйчич
- Радмила Манойлович (* 1985) — сербська співачка.
- Слободан Милошевич
- Милена Павлович-Барілі (1909—1945) — сербська поетка та художниця.